# Krakiai
Krakiai är en ort i Litauen. Den ligger i den nordvästra delen av landet, 250 km nordväst om huvudstaden Vilnius. Krakiai ligger 66 meter över havet och antalet invånare är 642.
Terrängen runt Krakiai är mycket platt. Runt Krakiai är det ganska tätbefolkat, med 60 invånare per kvadratkilometer. Närmaste större samhälle är Mazeikiai, 5,5 km nordväst om Krakiai. Omgivningarna runt Krakiai är en mosaik av jordbruksmark och naturlig växtlighet.